# Эдвардс, Джастин
Джа́стин Росс Э́двардс (англ. Justin Ross Edwards; род. 26 января 1983, Мансфилд) — американский боец смешанного стиля, представитель лёгкой и полусредней весовых категорий. Выступает на профессиональном уровне начиная с 2008 года, известен по участию в турнирах таких бойцовских организаций как UFC, Bellator, Extreme Challenge и др. Участник 13 и 25 сезонов бойцовского реалити-шоу The Ultimate Fighter.

## Биография
Джастин Эдвардс родился 26 января 1983 года в городе Мансфилд, штат Огайо. Во время учёбы в старшей школе играл в футбол и занимался борьбой, в частности посещал отдельную от школы секцию греко-римской борьбы. В университете получил степень бакалавра наук в области уголовного права, при этом продолжал заниматься спортом, участвовал в различных студенческих соревнованиях. После университета увлёкся регби, но из-за высокой загруженности на работе вынужден был отказаться от участия в играх.
В 2006 году стал бойцом ММА и в течение двух лет выступал среди любителей, одержав шесть побед и потерпев два поражения.

### Начало профессиональной карьеры
Дебютировал в смешанных единоборствах на профессиональном уровне в ноябре 2008 года, выиграл у своего соперника техническим нокаутом за 30 секунд. Дрался в различных небольших американских промоушенах, таких как Extreme Challenge, IFC, CNG Promotions — во всех случаях неизменно выходил из поединков победителем, в том числе одержал победу в гран-при IFC полусредней весовой категории.
В мае 2009 года также провёл один бой в довольно крупной организации Bellator, где с помощью «гильотины» заставил сдаться Джона Тройера.

### The Ultimate Fighter
Имея в послужном списке шесть побед и ни одного поражения, в 2011 году Эдвардс привлёк к себе внимание крупнейшей бойцовской организации Ultimate Fighting Championship и стал участником тринадцатого сезона популярного бойцовского шоу The Ultimate Fighter — заменил выбывшего Кеона Колдвелла в команде тренера Жуниора дус Сантуса.
Провёл на шоу только один поединок, на предварительном этапе был отправлен в нокаут Тони Фергюсоном, который в итоге и стал победителем этого сезона.

### Ultimate Fighting Championship
Несмотря на неудачное выступление в TUF, Эдвардс продолжил сотрудничать с UFC и вскоре выступил в октагоне, потерпев поражение от своего коллеги по реалити-шоу Клэя Харвисона. Далее выиграл по очкам у Хорхе Лопеса, но проиграл Джону Магуайру.
В октябре 2012 года вышел в клетку против Джоша Нира и уже на 45 секунде первого раунда привёл его в бессознательное состояние с помощью «гильотины», получив при этом награду за лучший приём вечера.
На февраль 2013 года планировался бой с исландцем Гуннаром Нельсоном, но из-за травмы Эдвардс вынужден был сняться с этого турнира. В итоге он вернулся в августе, проиграв техническим нокаутом Брэндону Тэтчу.
В 2014 году спустился в лёгкую весовую категорию и единогласным решением судей уступил Рамзи Ниджему.
В июне 2015 года технической сдачей потерпел поражение от Джо Проктора, на сей раз сам попался в гильотину и потерял сознание из-за асфиксии. На этом поражении его контракт с UFC закончился, и он покинул организацию.

### The Ultimate Fighter: Redemption
После ухода из UFC в 2016 году Джастин Эдвардс одержал победу в небольшом промоушене Fight Night at the Island и затем в 2017 году вновь попал в число участников The Ultimate Fighter, уже 25 сезона. Под седьмым номером был выбран в команду тренера Коди Гарбрандта, на предварительном этапе единогласным решением выиграл у Джо Стивенсона, но на стадии четвертьфиналов проиграл сдачей Тому Галликкьо, попавшись в удушающий приём сзади.

## Статистика в профессиональном ММА
| Боёв 17  | Побед 10 | Поражений 7 |
| -------- | -------- | ----------- |
| Нокаутом | 1        | 3           |
| Сдачей   | 8        | 1           |
| Решением | 1        | 3           |

| Результат | Рекорд | Соперник        | Способ                        | Турнир                                              | Дата             | Раунд | Время | Место                | Примечание              |
| --------- | ------ | --------------- | ----------------------------- | --------------------------------------------------- | ---------------- | ----- | ----- | -------------------- | ----------------------- |
| Победа    | 10-7   | Карлу Пратир    | Сдача (гильотина)             | Premier Fighting Championship 9                     | 11 августа 2018  | 3     | 1:44  | Ковингтон, США       | Бой в полусреднем весе. |
| Поражение | 9-7    | Девонте Смит    | KO (удар рукой)               | Alliance MMA at the Arnold Sports Festival          | 3 марта 2018     | 1     | 1:30  | Колумбус, США        | Бой в лёгком весе.      |
| Победа    | 9-6    | Коди Паэн       | Сдача (гильотина)             | Fight Night at the Island: Saunders vs. Volkmann    | 9 сентября 2016  | 1     | 1:24  | Уэлш, США            |                         |
| Поражение | 8-6    | Джо Проктор     | Техническая сдача (гильотина) | UFC Fight Night: Boetsch vs. Henderson              | 6 июня 2015      | 3     | 4:58  | Новый Орлеан, США    |                         |
| Поражение | 8-5    | Рамзи Ниджем    | Единогласное решение          | UFC Fight Night: Rockhold vs. Philippou             | 15 января 2014   | 3     | 5:00  | Дулут, Джорджия, США | Дебют в лёгком весе.    |
| Поражение | 8-4    | Брэндон Тэтч    | TKO (удары)                   | UFC Fight Night: Condit vs. Kampmann 2              | 28 августа 2013  | 1     | 1:23  | Индианаполис, США    |                         |
| Победа    | 8-3    | Джош Нир        | Техническая сдача (гильотина) | UFC on FX: Browne vs. Bigfoot                       | 5 октября 2012   | 1     | 0:45  | Миннеаполис, США     | Приём вечера.           |
| Поражение | 7-3    | Джон Магуайр    | Единогласное решение          | UFC 138                                             | 5 ноября 2011    | 3     | 5:00  | Бирмингем, Англия    |                         |
| Победа    | 7-2    | Хорхе Лопес     | Единогласное решение          | UFC Fight Night: Shields vs. Ellenberger            | 17 сентября 2011 | 3     | 5:00  | Новый Орлеан, США    |                         |
| Поражение | 6-2    | Клэй Харвисон   | Раздельное решение            | The Ultimate Fighter 13 Finale                      | 4 июня 2011      | 3     | 5:00  | Лас-Вегас, США       |                         |
| Поражение | 6-1    | Тони Фергюсон   | Нокаут (KO)                   | The Ultimate Fighter Season 13 Opening Round, Day 6 | 12 февраля 2011  | 1     | 3:57  | Лас-Вегас, США       |                         |
| Победа    | 6-0    | Маркус Аджиан   | Сдача (гильотина)             | CNG Promotions: Queen City Meltdown                 | 26 июня 2010     | 1     | 0:40  | Цинциннати, США      |                         |
| Победа    | 5-0    | Тони Паркер     | Сдача (гильотина)             | Extreme IT Challenge                                | 10 апреля 2010   | 1     | 1:20  | Финдли, США          |                         |
| Победа    | 4-0    | Дэн Ститтген    | Сдача (гильотина)             | IFC: Wiuff vs. Newcomb                              | 8 января 2010    | 1     | 0:37  | Грин-Бей, США        | Финал гран-при IFC.     |
| Победа    | 3-0    | Давариус Скайфе | Сдача (рычаг локтя)           | IFC: Wiuff vs. Newcomb                              | 8 января 2010    | 1     | 0:48  | Грин-Бей, США        | Полуфинал гран-при IFC. |
| Победа    | 2-0    | Джон Тройер     | Сдача (гильотина)             | Bellator 5                                          | 1 мая 2009       | 1     | 4:12  | Дейтон, США          |                         |
| Победа    | 1-0    | Джош Рафферти   | TKO (удары руками)            | Extreme Challenge 111                               | 21 ноября 2008   | 1     | 0:30  | Элизабет, США        |                         |